# شوهی کاواکامی
شوهی کاواکامی (ژاپنی: 川上 翔平؛ زادهٔ ۱۷ مهٔ ۱۹۹۵) یک بازیکن فوتبال اهل ژاپن است.
از باشگاه‌هایی که در آن بازی کرده‌است می‌توان به باشگاه فوتبال فوکوشیما یونایتد اشاره کرد.